# GES Scăieni
GES Scăieni a fost o companie producătoare de sticlă din România, cu sediul în Boldești-Scăieni, județul Prahova.
În iunie 2006, era singura companie din România care producea geamuri float, folosite la ferestrele de tip termopan și în industria auto.
Capacitatea liniei de fabricație era la acel moment de 150 tone geam/zi.
A fost preluată în anul 2004 de la AVAS de către un consorțiu de firme controlat de omul de afaceri Fahti Taher.
Privatizarea a fost una contestată.
Ca să înlăture concurența, AVAS a cerut o garanție de un milion de euro, doar pentru cumpărarea caietului de sarcini.
Până la urmă, fabrica s-a vândut la un preț mai mic decat garanția - 680.000 de euro.
Societatea avea la acel moment un capital social 37 de milioane de euro și datorii de 8 milioane de dolari.
Contractul de privatizare a fost anulat în ianuarie 2006, iar AVAS a devenit principalul acționar al firmei, cu 99,4% din titluri.
AVAS a motivat decizia de reziliere a contractului prin nerespectarea de către cumpărător a obligației privind constituirea, până la data de 27 decembrie 2005, a garanției aferente angajamentului investițional asumat prin contract.
Pentru recuperarea unor datorii istorice, AVAS a vândut prin licitație la sfârșitul anului 2006 activele GES către firma Trans Expedition Feroviar București.
Compania a înregistrat în primele șase luni din 2007 o cifră de afaceri de 2,2 milioane euro.
În anul 2007, fabrica a intrat în faliment.
Număr de angajați în 2005: 500
Cifra de afaceri:
- 2006: 59 milioane lei[7]
- 2005: 529 milioane lei[7]